# Lunar (jeu vidéo, 1969)
Lunar (ou Lunar Landing) est un jeu vidéo de type Lunar Lander fonctionnant à l'origine sur ordinateur central, écrit dans sa première version par Jim Storer en 1969. C'est un jeu en mode texte dans lequel le joueur contrôle un vaisseau spatial alors qu'il descend vers la surface de la lune, et doit utiliser le carburant présent en quantité limitée pour ajuster l'orientation du vaisseau, la vitesse verticale et horizontale de manière à atterrir en toute sécurité. 
Il est écrit dans le langage de programmation FOCAL pour le mini-ordinateur DEC PDP-8, par Jim Storer à l'automne 1969. Par la suite, deux autres versions sont écrites par d'autres programmeurs, en BASIC. Lunar est converti en BASIC par David H. Ahl, qui le publie en 1973 dans 101 BASIC Computer Games, avec les trois autres versions, les renommant collectivement Lunar Lander dans l'édition de 1978 de son livre intitulé BASIC Computer Games,.

## Système de jeu
Le principe est, à chaque tour, d'entrer une poussée des réacteurs pour contrebalancer l'attraction gravitationnelle de la lune, avec un stock de carburant limité. Trop peu de poussée mène à l'écrasement, et trop de poussée mène à l'épuisement du carburant ou à une reprise d'altitude, ce qui correspond à un gaspillage de carburant. L'altitude et la vitesse du vaisseau, et le carburant restant est affiché à chaque tour.

## Développement
La version originale du jeu est intitulée Lunar et écrite en FOCAL sur PDP-8 à la fin de l'année 1969 par Jim Storer, un universitaire,. Le jeu est porté en versions dans le livre 101 BASIC Computer Games, notamment la version originale. Une version différente intitulée Rocket est écrite en BASIC par Eric Peters chez Digital Equipment Corporation et une troisième version intitulée LEM est écrite en BASIC par William Labaree II. Ahl porte la version de Storer du FOCAL vers le BASIC, modifie quelques textes et le publie dans sa newsletter.
À peu près un an plus tard, les trois versions en BASIC paraissent dans 101 BASIC Computer Games sous les titres ROCKET (version de Storer), ROCKT1 (version de Peters), et ROCKT2 (version de Labaree). Les trois jeux en mode texte permettent au joueur de piloter une fusée qui doit atterrir sur la Lune, en entrant des instructions dans le menu textuel, par exemple la position initiale ou la direction relative par rapport à la surface. Ahl et Steve North convertissent les trois jeux en BASIC Microsoft, qu'ils renomment en Lunar Lander, puis les publient dans le magazine appelé Creative Computing en 1976. Ce titre est réutilisé pour la version du jeu parue dans l'édition BASIC Computer Games en 1978.